# Pasziphaé

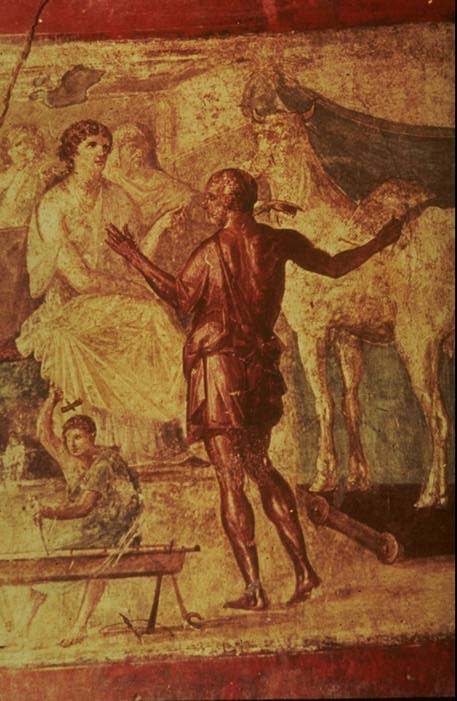
Pasziphaé és Daidalosz a fatehénnel

Pasziphaé Minósz király felesége lévén Kréta királynéja.

## Története
Héliosz lánya egy Krété nevű nimfától. (Napisteni eredetéről tanúskodik neve is, ami „mindeneknek fénylőt” jelent.) Minósz felesége lett és férjének négy fiút (Glaukosz, Deukalión, Androgeósz, Katreusz) és két lányt (Ariadné, Phaidra) szült.
Mivel Minósz szándékosan, vagy akaratlanul elmulasztotta Poszeidónnak feláldozni az általa küldött szent fehér bikát, a tenger istene gerjedelmet ébresztett Pasziphaéban a bika iránt. (Más változat szerint e vágyat Aphrodité keltette a királynéban, mert az elhanyagolta kultuszát. Megint más változat szerint azért cselekedett így, mert Héliosz beárulta őt és Arészt Héphaisztosznak.)
A vágytól felhevített királyné Daidalosszal egy üreges műtehenet csináltatott és abba belemászva közösült a fehér bikával, melytől megfogant a Minótaurosz, akit a király a Daidalosz építette labirintusba záratott. (Egyes mondaváltozatok szerint az anyjával együtt.)
A felbőszült bikát, miután egész Krétát feldúlta, végül Héraklész fogta el, majd Eurüsztheusz elé vitte, amivel teljesítette a hetedik feladatát.
Pasziphaé, jogosan féltékeny volt férjére és varázserővel elérte, hogy amikor Minósz idegen nőkkel hált, ondó helyett skorpiókat és kígyókat ejakulált. Ezek a nők bensőjét szétmarták. A királyt ettől az átoktól Prokrisz szabadította meg.